# Daniel Golodnizky
Daniel Golodnizky (* 2. August 1994) ist ein israelischer Eishockeyspieler, der seit 2009 beim HC Ma’alot in der israelischen Eishockeyliga unter Vertrag steht.

## Karriere
Avishai Geller spielt seit Anbeginn seiner Karriere beim HC Ma’alot, für den er seit 2009 in der israelischen Eishockeyliga auf dem Eis steht. Gleich in seiner ersten Saison in der Liga errang er mit seinem Club den israelischen Meistertitel.

### International
Im Juniorenbereich stand Golodnizky bei den Division-III-Turnieren der U18-Junioren-Weltmeisterschaften 2010 und 2011, als er nicht nur Kapitän der Israelis war, sondern auch als bester Spieler seiner Mannschaft ausgezeichnet wurde, auf dem Eis.
In der Herren-Nationalmannschaft debütierte Golodnizky im September 2012 beim Vorqualifikationsturnier in Zagreb für die Olympischen Winterspiele 2014 in Sotschi. Bei der folgenden Weltmeisterschaft der Division II stand er ebenfalls im israelischen Aufgebot und stieg mit seinen Mannschaftskameraden durch den Sieg beim Turnier im türkischen İzmit von der Gruppe B in die Gruppe A auf. Dort musste er aber bei der Weltmeisterschaft 2014 mit seiner Mannschaft den sofortigen Wiederabstieg hinnehmen, so dass er 2015 erneut in der B-Gruppe der Division II spielte.

## Erfolge und Auszeichnungen
- 2010 Israelischer Meister mit dem HC Ma’alot
- 2013 Aufstieg in die Division II, Gruppe A, bei der Weltmeisterschaft der Division II, Gruppe B